# Monasterio de San Antonio (Nóvgorod)

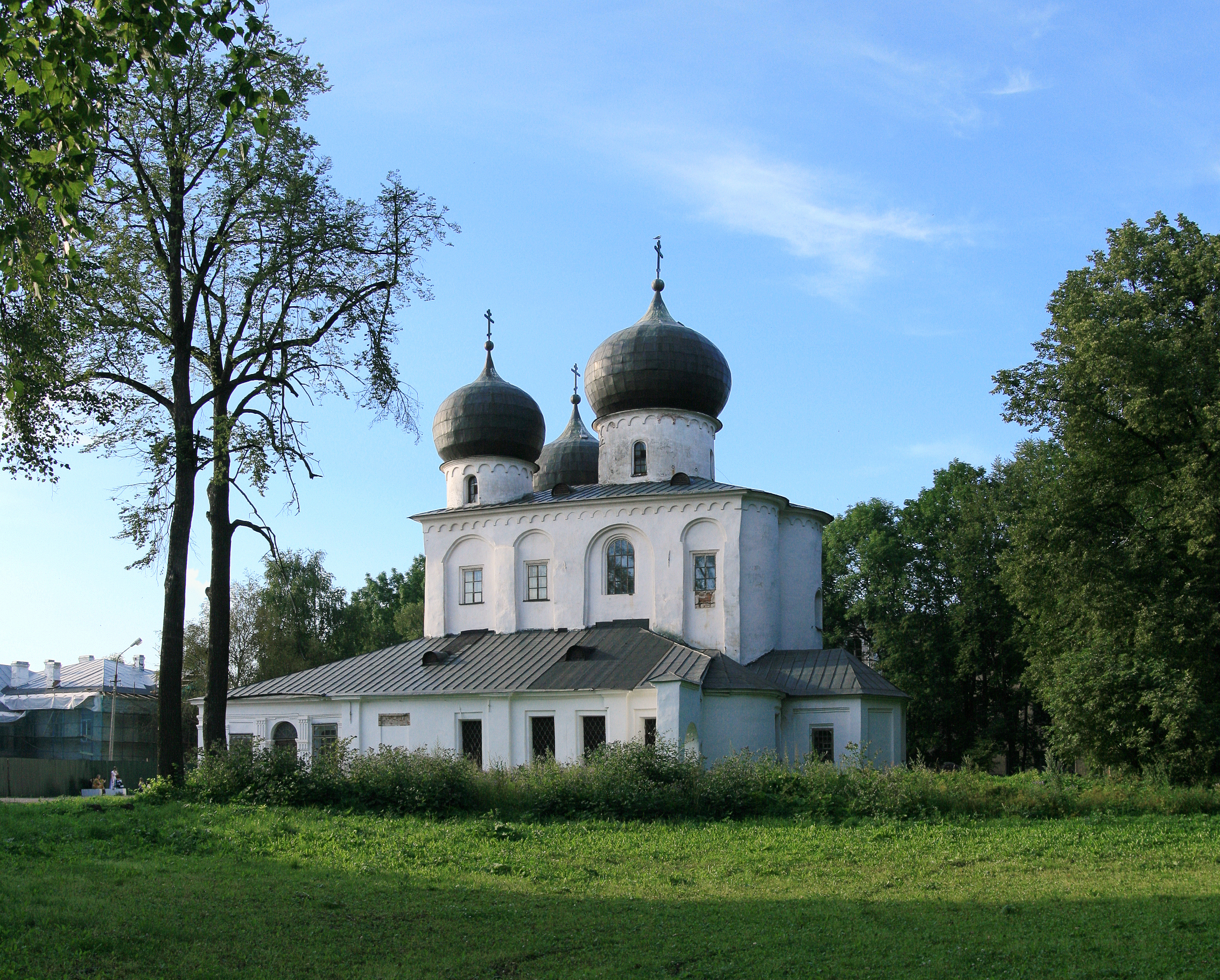
El katholikon románico fue consagrado en 1119 a la advocación de la Natividad de la Madre de Dios

El monasterio de San Antonio (del ruso: Антониев монастырь) es un monasterio medieval ruso que rivalizó con el monasterio de Yuriev como el monasterio más importante de la ciudad de Veliki Nóvgorod. Se encuentra en la orilla derecha del río Vóljov, al norte del centro de la ciudad, y forma parte del sitio serial de los «monumentos históricos de Novgorod y sus alrededores», Patrimonio de la Humanidad.

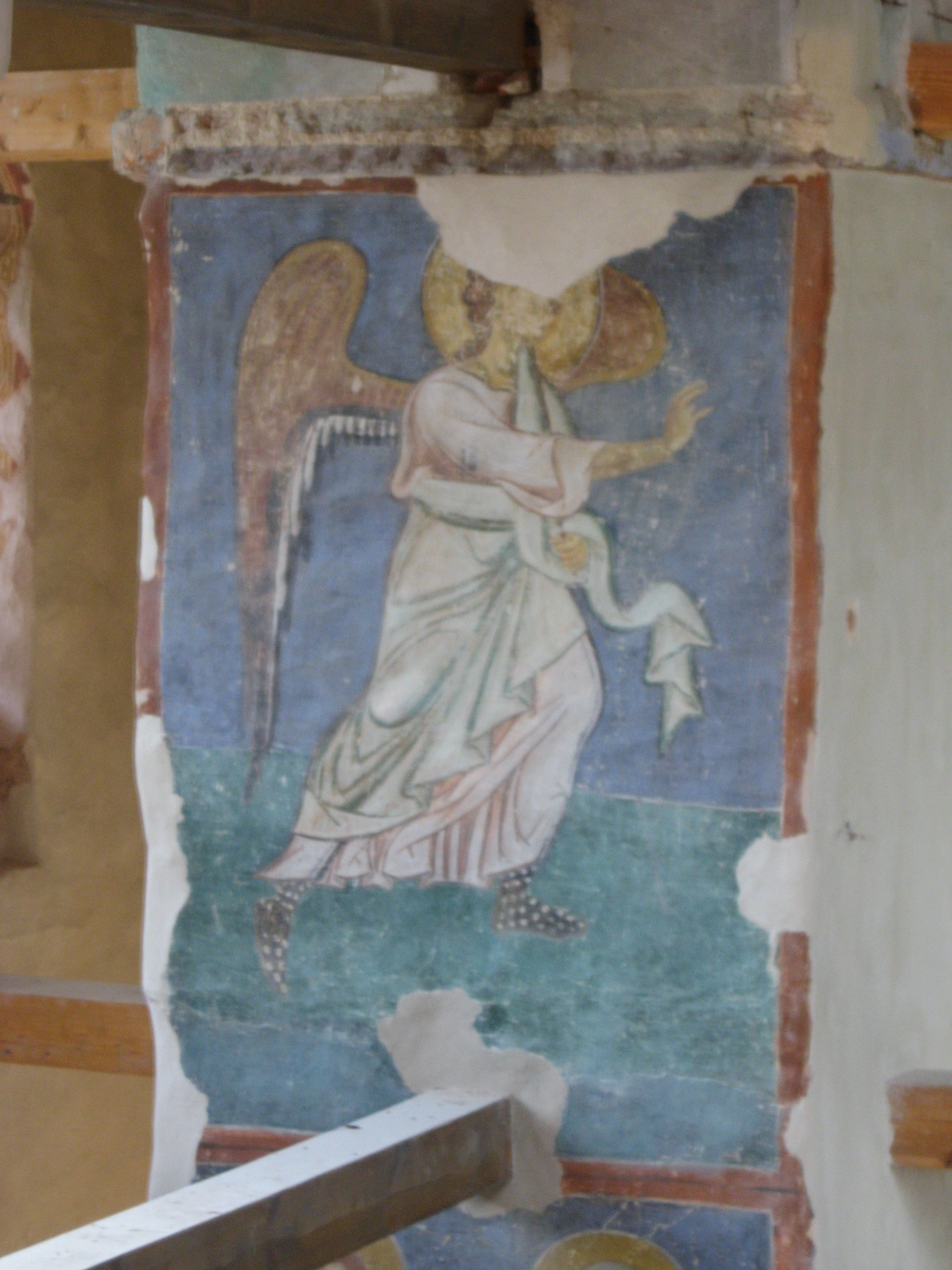
Fresco datado en 1125

El monasterio fue fundado en 1117 por san Antonio de Roma (Antony Rimlyanin), quien, según la leyenda, voló a Novgorod desde Roma sobre una roca (la supuesta roca está ahora en el vestíbulo justo a la derecha de la puerta principal hacia la Iglesia De la Natividad de la Madre de Dios bajo un fresco del obispo Nikita de Novgorod). San Antonio fue consagrado hegumen del monasterio en 1131 por el arzobispo Nifont (1130-1156) y fue enterrado bajo una gran losa a la derecha del altar en la misma iglesia.
La Iglesia de la Natividad de la Madre de Dios, como la iglesia de San Jorge en el monasterio de Yuriev, es una de las pocas iglesias de tres cúpulas en Rusia.  Es también uno de los pocos edificios del siglo XII en Rusia que ha sobrevivido. Fue fundada por san Antonio en 1117 y completada en 1119. Hay algunos frescos de la Edad Media que aún se conservan, sobre todo en el ábside, pero la mayoría son del  siglo XVI o XVII y están en mal estado.
El monasterio forma actualmente parte del United Museum-Preserve y no ha sido devuelto a la Iglesia ortodoxa rusa.